# Pasaje del terror
Los Pasajes del Terror (también conocidos como Túnel de Terror o Casa del Terror) son un tipo de espectáculos o atracciones en las que se encuentran escenas de terror con el fin de asustar a los visitantes. Los primeros fueron desarrollados por la empresa Monsters & Monsters (actualmente Master Production Entreteinment) en Madrid, Roma, Málaga, Cancún, Lisboa, Buenos Aires y Barcelona entre otros.

## Mecánica
Los pasajes del terror tienen como principal objetivo asustar a los visitantes. Para ello, solían mezclar personajes de diferentes películas de terror tales como Freddy Kruger, La Niña del Exorcista o Jason. También solían encontrarse personajes clásicos como Drácula o el Hombre Lobo. Actualmente los pasajes suelen centrarse en una sola película o saga y sus respectivos personajes o directamente crear una historia propia personalizada para él. Por lo general, suelen tener una estructura laberíntica de tal forma que los visitantes van pasando por diferentes pasillos y llegar a diferentes salas. Suelen comenzar con una pequeña introducción y terminar con una sensación fuerte, como puede ser un asesino con motosierra. 

## Historia
El concepto de pasaje del terror fue implantado por la empresa M&M (actualmente MPE) mediante su atracción llamada precisamente así, Pasaje del Terror. El primero fue instalado en la ciudad argentina de Buenos Aires. Rápidamente fue adaptado a otras ciudades como Málaga, Madrid o Blackpool debido a su éxito. Estos primeros pasajes mezclaban tanto como personajes clásicos como de películas, en la mayoría de casos, sin una historia común. Mientas siguió expandiéndose, los ya instalados se fueron transformando progresivamente para formar una identidad diferente a cada uno. Actualmente el modelo de pasaje del terror se ha instalado de manera permanente en la mayoría de parques de atracciones del mundo, y, en muchas ocasiones, creando temporales para fechas específicas del año como Halloween. De los pasajes originales de M&M se conservan pocos, el más conocido, el de Blackpool.

## Tecnología
Actualmente, se suelen utilizar efectos especiales en la mayoría de pasajes para crear ambientes más realistas o para asustar más a los visitantes. Las técnicas más utilizadas son tanto de iluminación (luces estroboscopicas, focos especiales, etc.) como de efectos visuales (máquinas de humo, efectos como el Fantasma de Pepper, etc.). En ocasiones se utilizan hologramas o pantallas para simular apariciones fantasmales.

## Pasajes en el mundo
Si bien la mayoría de parques y otros recintos cuentan con pasajes del terror, los más reconocidos y relevantes son los siguientes:
- The Walking Dead Experience: Situado en el Parque de Atracciones de Madrid. Anteriormente se encontraba el pasaje "El Viejo Caserón", uno de los más antiguos y conocidos.
- Pasaje del Terror (Blackpool): Situado en el parque Blackpool Pleasure Beach. Es uno de los pocos que conserva su estado original.
- The Walking Dead Attraction: Situado en el parque Universal Park Hollywood. Inspirado en la serie de AMC The Walking Dead.
- Hotel Krüeger: Situado en el parque de atracciones Tibidabo. Se trata de uno de los más antiguos.

## Variantes
El éxito de los pasajes del terror ha hecho que deriven en nuevas experiencias.
- Darks Rides de terror: Atracciones del tipo dark-rides similares a un pasaje convencional, pero están mecanizadas con animatrónicos y vagones.
- Extreme Horror Houses: Son un tipo de pasajes en los que solo se permite la entrada a mayores de edad debido a que durante la experiencia los actores podrán realizar todo tipo de experiencias extremas desde el uso de armas hasta tocar al visitante. Habitualmente suele comenzar con el visitante atrapado y debe escapar.[2]
- Horror Escape Rooms: Si bien son más bien una variante de los Escape Rooms, se podrían incluir como variante de pasajes. En estos casos se debe escapar de una habitación con efectos e incluso actores con temática de terror.